# 马以惇
马以惇（？—？），男，回族，中国力学家，曾任宁夏回族自治区科学技术协会主席，第八届全国政协委员。